# Circuit de Borsele
Le Circuit de Borsele  (EPZ Omloop van Borsele) est une course cycliste féminine néerlandaise. Créée en 2002, elle fait partie du calendrier de l'Union cycliste internationale en catégorie 1.2 de 2006 à 2014 et est 1.1 depuis. Elle se dispute durant la mi-avril. La course en ligne est précédée d'un contre-la-montre qui ne fait pas partie du calendrier UCI en 2015.
Depuis 2017, l'épreuve est également courue par les juniors, dans le cadre de la Coupe des Nations Juniors.
En 2020, les épreuves sont annulées en raison de la pandémie de Covid-19.

## Palmarès
| Année | Vainqueur            | Deuxième            | Troisième          |                  |
| ----- | -------------------- | ------------------- | ------------------ | ---------------- |
| 2002  | Loes Gunnewijk       | Katherine Bates     | Monique Knol       |                  |
| 2003  | Leontien van Moorsel | Ghita Beltman       | Vera Koedooder     |                  |
| 2004  | Chantal Beltman      | Anouska van der Zee | Mirjam Melchers    |                  |
| 2005  | Marianne Vos         | Adrie Visser        | Emma Davies        |                  |
| 2006  | Marianne Vos         | Vera Koedooder      | Bertine Spijkerman |                  |
| 2007  | Marianne Vos         | Regina Bruins       | Ellen van Dijk     |                  |
| 2008  | Kirsten Wild         | Ina-Yoko Teutenberg | Marianne Vos       |                  |
| 2009  | Kirsten Wild         | Marianne Vos        | Alex Greenfield    |                  |
| 2010  | Kirsten Wild         | Rochelle Gilmore    | Kirsty Broun       |                  |
| 2011  | Kirsten Wild         | Charlotte Becker    | Marianne Vos       |                  |
| 2012  | Ellen van Dijk       | Gracie Elvin        | Sarah Düster       |                  |
| 2013  | Vera Koedooder       | Loes Gunnewijk      | Lucinda Brand      |                  |
| 2014  | Chloe Hosking        | Kirsten Wild        | Ellen van Dijk     |                  |
| 2015  | Kirsten Wild         | Shelley Olds        | Anna Knauer        |                  |
| 2016  | Barbara Guarischi    | Floortje Mackaij    | Christine Majerus  |                  |
| 2017  | Riejanne Markus      | Eugenia Bujak       | Marianne Vos       |                  |
| 2018  | Elisa Balsamo        | Lorena Wiebes       | Evy Kuijpers       |                  |
| 2019  | Lorena Wiebes        | Elisa Balsamo       | Natalie van Gogh   |                  |
| 2020  | annulé/abandonné     | annulé/abandonné    | annulé/abandonné   | annulé/abandonné |
| 2021  | annulé/abandonné     | annulé/abandonné    | annulé/abandonné   | annulé/abandonné |
| 2022  | Maaike Boogaard      | Sofie van Rooijen   | Nora Tveit         |                  |
| 2023  | Linda Zanetti        | Audrey Cordon-Ragot | Nora Tveit         |                  |
| 2024  | Sofie van Rooijen    | Daria Pikulik       | Elynor Bäckstedt   |                  |
| 2025  | annulé/abandonné     | annulé/abandonné    | annulé/abandonné   | annulé/abandonné |

## Palmarès du contre-la-montre
| Année | Vainqueur          | Deuxième            | Troisième            |                  |
| ----- | ------------------ | ------------------- | -------------------- | ---------------- |
| 2012  | Ellen van Dijk     | Linda Villumsen     | Clara Hughes         |                  |
| 2013  | Ellen van Dijk     | Loes Gunnewijk      | Gillian Carleton     |                  |
| 2014  | Ellen van Dijk     | Chantal Blaak       | Tayler Wiles         |                  |
| 2015  | Ellen van Dijk     | Lisa Brennauer      | Anna van der Breggen |                  |
| 2016  | Lisa Brennauer     | Ellen van Dijk      | Chantal Blaak        |                  |
| 2017  | Hayley Simmonds    | Natalie van Gogh    | Hanna Solovey        |                  |
| 2018  | Aafke Soet         | Floortje Mackaij    | Natalie van Gogh     |                  |
| 2019  | Pernille Mathiesen | Natalie van Gogh    | Franziska Koch       |                  |
| 2020  | annulé/abandonné   | annulé/abandonné    | annulé/abandonné     | annulé/abandonné |
| 2021  | annulé/abandonné   | annulé/abandonné    | annulé/abandonné     | annulé/abandonné |
| 2022  | Emily Meakin       | Audrey Cordon-Ragot | Juliet Eickhof       |                  |
| 2023  | Ilse Pluimers      | Karlijn Swinkels    | Anne Knijnenburg     |                  |
| 2024  | Ellen van Dijk     | Julia Kopecký       | Febe Jooris          |                  |

## Palmarès juniors
L'épreuve réservée aux jeunes coureuses âgées de 17 et 18 ans appartient à la compétition Coupe des Nations Juniors créée en 2016 par l'Union cycliste internationale.
| Année     | Vainqueur           | Deuxième            | Troisième           |
| --------- | ------------------- | ------------------- | ------------------- |
| 2017      | Amber van der Hulst | Pfeiffer Georgi     | Anne De Ruiter      |
| 2018      | Britt Knaven        | Pfeiffer Georgi     | Hannah Ludwig       |
| 2019      | Elynor Bäckstedt    | Femke Gerritse      | Maud Rijnbeek       |
| 2020-2021 | annulé              | annulé              | annulé              |
| 2022      | Zoe Bäckstedt       | Isabel Sharp        | Anna van der Meiden |
| 2023      | Isabel Sharp        | Federica Venturelli | Cat Ferguson        |
| 2024      | Cat Ferguson        | Célia Gery          | Fee Knaven          |